# HD 84809
HD 84809，又名CP-56 2499，SAO 237314、HR 3883，是一颗恒星，视星等为6.46，位于銀經279.78，銀緯-2.92，其B1900.0坐标为赤經9h 42m 28.3s，赤緯-56° -2.92′ 28″。